# Глибоке (Тотемський район)
Глибо́ке (рос. Глубокое) — селище у складі Тотемського району Вологодської області, Росія. Входить до складу П'ятовського сільського поселення.

## Населення
Населення — 186 осіб (2010; 233 у 2002).
Національний склад (станом на 2002 рік):
- росіяни — 99 %